# Christopher Kas
Christopher Kas (ur. 13 czerwca 1980 w Trostbergu) – niemiecki tenisista, reprezentant w Pucharze Davisa, olimpijczyk z Londynu (2012).

## Kariera tenisowa
Jako zawodowy tenisista występował w latach 2001–2014.
W grze podwójnej, w zawodach rangi ATP World Tour zwyciężył 5–krotnie oraz 15 razy był uczestnikiem finału. W rozgrywkach wielkoszlemowych najdalej doszedł podczas Wimbledonu 2011, gdzie wspólnie z Alexanderem Peyą osiągnął półfinał.
Debiut w reprezentacji Niemiec w Pucharze Davisa zaliczył w roku 2009, podczas pojedynku 1 rundy grupy światowej z Austrią. Kas przegrał w swoim meczu singlowym ze Stefanem Koubkiem. Ostatecznie jego zespół wygrał rywalizację 3:2. Pod koniec maja 2011 roku Kas zdobył wraz z reprezentacją Niemiec Drużynowy Puchar Świata. W finale Niemcy pokonali 2:1 Argentynę. W całym turnieju Kas wystąpił w 2 pojedynkach deblowych, z których 1 wygrał.
W 2012 roku zagrał na igrzyskach olimpijskich w Londynie, w konkurencji debla i miksta. W grze podwójnej odpadł w 1 rundzie startując z Philippem Petzschnerem. Rozgrywki gry mieszanej zakończył na 4. miejscu, partnerując Sabine Lisicki. Niemiecka para mecz o u dział w finale przegrała z Laurą Robson i Andym Murrayem, natomiast pojedynek o brązowy medal z Lisą Raymond i Mikiem Bryanem.
Najwyżej sklasyfikowany w rankingu deblistów był w lutym 2012 roku, zajmując 17. miejsce.

### Finały w turniejach ATP World Tour
| Legenda                                      |
| -------------------------------------------- |
| Wielki Szlem                                 |
| Igrzyska olimpijskie                         |
| Tennis Masters Cup / ATP Finals              |
| ATP Masters Series / ATP Tour Masters 1000   |
| ATP International Series Gold / ATP Tour 500 |
| ATP International Series / ATP Tour 250      |

#### Gra podwójna (5–15)
| Końcowy wynik | Nr  | Data                 | Turniej       | Nawierzchnia  | Partner               | Przeciwnicy                          | Wynik finału   |
| ------------- | --- | -------------------- | ------------- | ------------- | --------------------- | ------------------------------------ | -------------- |
| Finalista     | 1.  | 16 lipca 2006        | Båstad        | Ceglana       | Oliver Marach         | Jonas Björkman Thomas Johansson      | 3:6, 6:4, 4–10 |
| Finalista     | 2.  | 23 lipca 2006        | Amersfoort    | Ceglana       | Lucas Arnold Ker      | Alberto Martín Fernando Vicente      | 4:6, 3:6       |
| Finalista     | 3.  | 29 lipca 2007        | Kitzbühel     | Ceglana       | Tomas Behrend         | Luis Horna Potito Starace            | 6:7(4), 6:7(5) |
| Finalista     | 4.  | 14 października 2007 | Wiedeń        | Twarda (hala) | Tomas Behrend         | Mariusz Fyrstenberg Marcin Matkowski | 4:6, 2:6       |
| Finalista     | 5.  | 2 marca 2008         | Zagrzeb       | Twarda (hala) | Rogier Wassen         | Paul Hanley Jordan Kerr              | 3:6, 6:3, 8–10 |
| Zwycięzca     | 1.  | 13 lipca 2008        | Stuttgart     | Ceglana       | Philipp Kohlschreiber | Michael Berrer Mischa Zverev         | 6:3, 6:4       |
| Finalista     | 6.  | 26 października 2008 | Bazylea       | Twarda (hala) | Philipp Kohlschreiber | Mahesh Bhupathi Mark Knowles         | 3:6, 3:6       |
| Finalista     | 7.  | 8 lutego 2009        | Zagrzeb       | Twarda (hala) | Rogier Wassen         | Martin Damm Robert Lindstedt         | 4:6, 3:6       |
| Zwycięzca     | 2.  | 14 czerwca 2009      | Halle         | Trawiasta     | Philipp Kohlschreiber | Andreas Beck Marco Chiudinelli       | 6:3, 6:4       |
| Finalista     | 8.  | 18 lipca 2010        | Stuttgart     | Ceglana       | Philipp Petzschner    | Carlos Berlocq Eduardo Schwank       | 6:7(5), 6:7(6) |
| Zwycięzca     | 3.  | 3 października 2010  | Bangkok       | Twarda (hala) | Viktor Troicki        | Jonatan Erlich Jürgen Melzer         | 6:4, 6:4       |
| Finalista     | 9.  | 27 lutego 2011       | Delray Beach  | Twarda        | Alexander Peya        | Rajeev Ram Scott Lipsky              | 6:4, 4:6, 3–10 |
| Finalista     | 10. | 1 maja 2011          | Monachium     | Ceglana       | Andreas Beck          | Simone Bolelli Horacio Zeballos      | 6:7(3), 4:6    |
| Finalista     | 11. | 31 lipca 2011        | Gstaad        | Ceglana       | Alexander Peya        | František Čermák Filip Polášek       | 3:6, 6:7(7)    |
| Finalista     | 12. | 27 sierpnia 2011     | Winston-Salem | Twarda        | Christopher Kas       | Jonatan Erlich Andy Ram              | 6:7(2), 4:6    |
| Finalista     | 13. | 7 stycznia 2012      | Ad-Dauha      | Twarda        | Philipp Kohlschreiber | Filip Polášek Lukáš Rosol            | 3:6, 4:6       |
| Zwycięzca     | 4.  | 6 stycznia 2013      | Ad-Dauha      | Twarda        | Philipp Kohlschreiber | Julian Knowle Filip Polášek          | 7:5, 6:4       |
| Finalista     | 14. | 14 kwietnia 2013     | Casablanca    | Ceglana       | Dustin Brown          | Julian Knowle Filip Polášek          | 3:6, 2:6       |
| Zwycięzca     | 5.  | 3 sierpnia 2013      | Kitzbühel     | Ceglana       | Martin Emmrich        | František Čermák Lukáš Dlouhý        | 6:4, 6:3       |
| Finalista     | 15. | 24 maja 2014         | Düsseldorf    | Ceglana       | Martin Emmrich        | Santiago González Scott Lipsky       | 5:7, 6:4, 3–10 |